# Poblado lineal

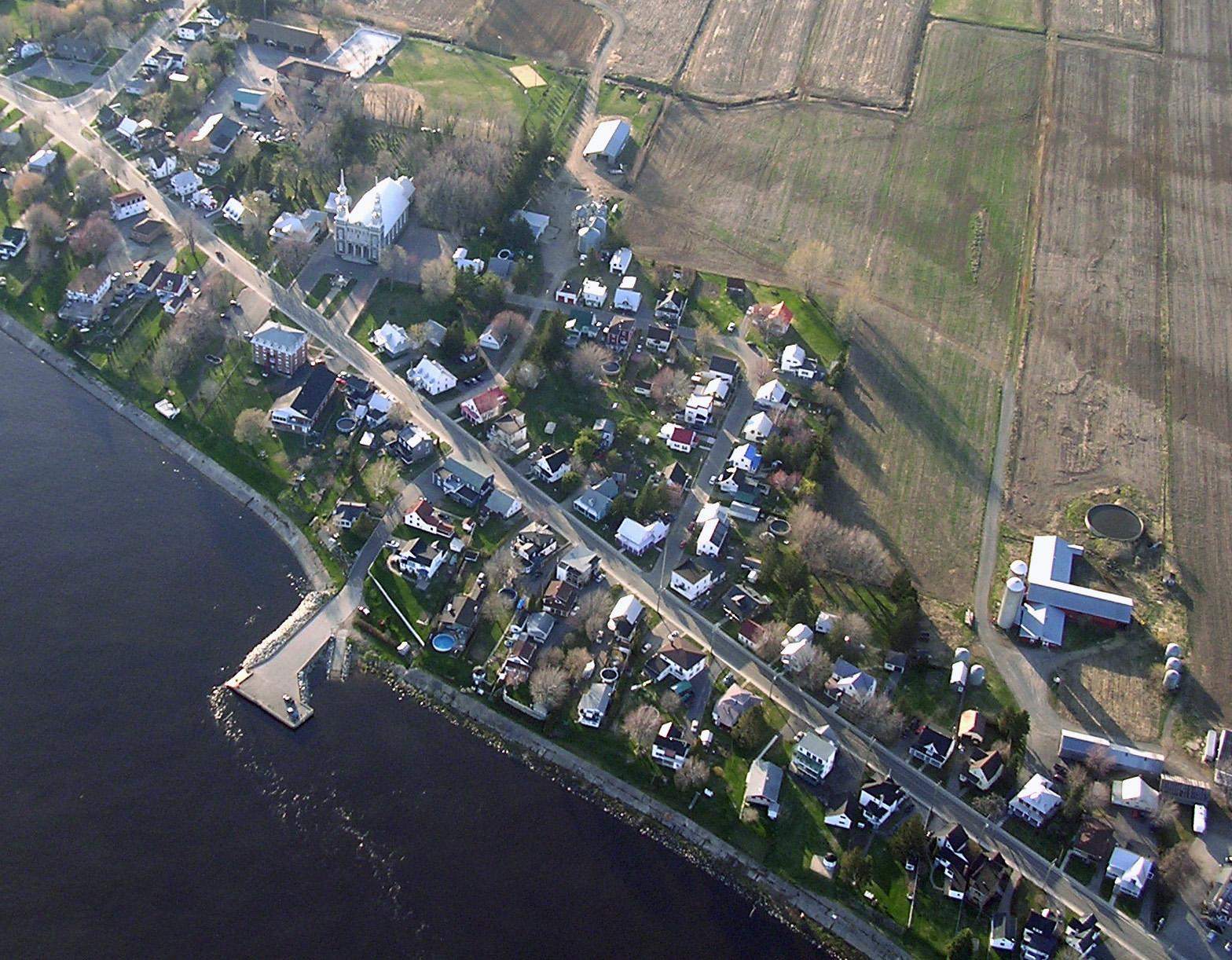
Algunas localidades junto al río San Lorenzo en Quebec, Canadá, son ejemplos de poblados lineales, como el caso de Champlain.

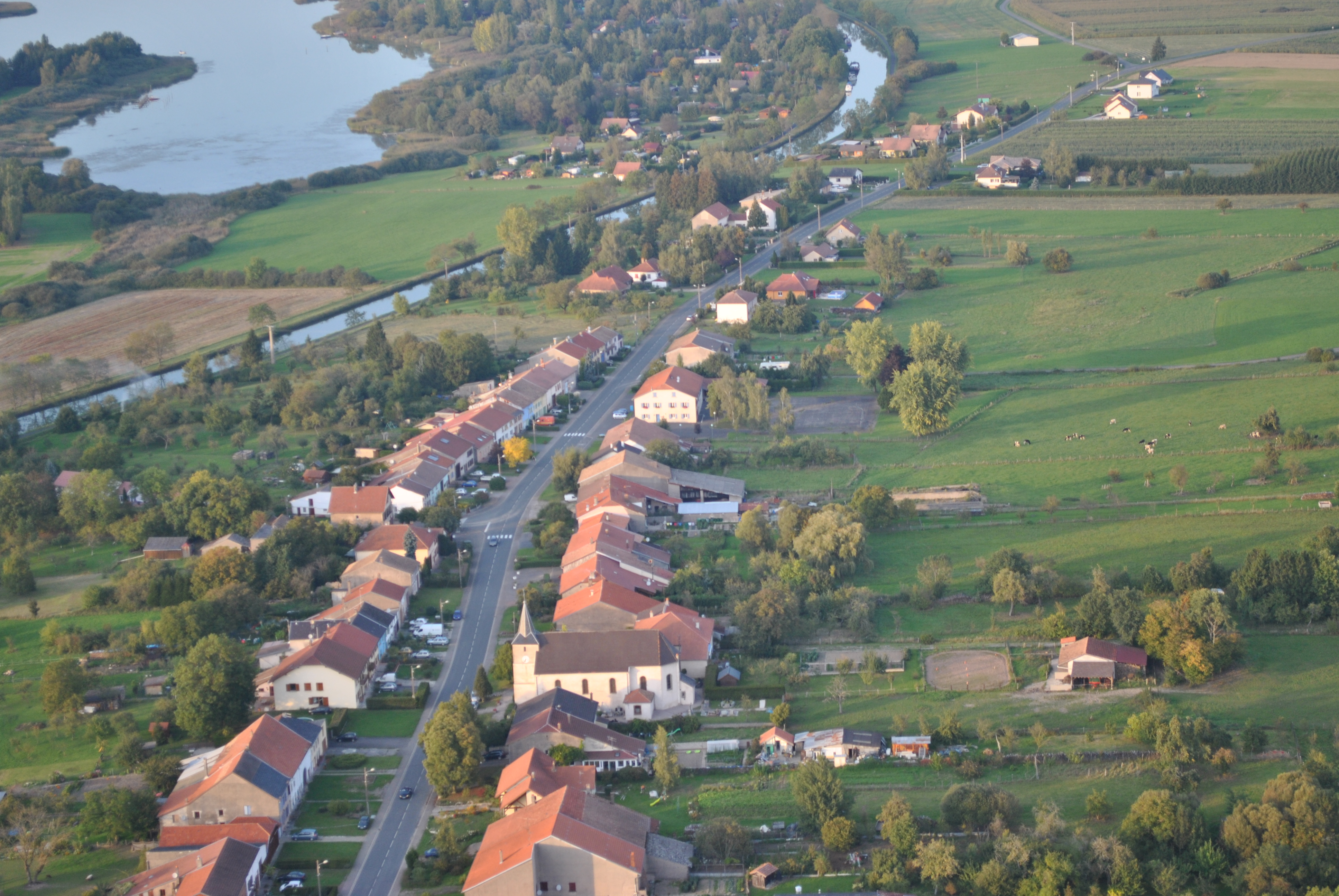
Vista aérea de Diane-Capelle, en la región de Lorena (Francia).

Un poblado lineal, también conocido en español como pueblo lineal o aldea lineal, es un asentamiento de tipo urbano que se articula en torno a una misma calle o carretera, aunque también es posible que se formen a lo largo de un mismo río o canal. Normalmente consiste en un grupo de casas y edificios de tamaño pequeño o mediano emplazados junto a una misma vía pública, ya sea debido a restricciones físicas, como costas, montañas, colinas o valles, o diversos factores no geográficos (como la Cañada Real de Madrid). Los asentamientos lineales no tienden a tener un punto central obvio, como una plaza principal alrededor de la cuál se localiza el ayuntamiento y los edificios relativos al gobierno local.
En el caso de los asentamientos construidos a lo largo de una ruta, la carretera es anterior al asentamiento y este crece a lo largo de dicha vía de transporte. A menudo, se trata de una única calle con casas a ambos lados de la carretera. El desarrollo posterior puede añadir desvíos laterales y distritos alejados de la calle principal original. Lugares como Southport, en Inglaterra, se desarrollaron de este modo.
Algunos de los apelativos que reciben los poblados lineales es el de pueblo en cadena o pueblo-calle (en polaco: ulicówka; en alemán: Straßendorf, en lituano: gatvinis kaimas, en francés: village-rue). Cada país tiene una clasificación diferente de los asentamientos lineales.
Sułoszowa, en Polonia, destaca por su única calle principal de 9 kilómetros de longitud y sus finas franjas de tierra de cultivo, habitadas por 6 500 personas.

## Ciudades y distritos de ciudades
También se han propuesto diseños lineales para nuevos proyectos de desarrollo de ciudades y distritos, como la ciudad lineal de Arturo Soria y Mata, la ciudad lineal de Michael Graves y Peter Eisenman, el distrito Ciudad Lineal de Madrid y The Line en Arabia Saudí. Tales diseños han sido criticados por expresar una comprensión simplista del proceso de crecimiento urbano e ignorar el factor humano en el diseño, lo que se traduce en ineficacia y un potencial de crecimiento limitado.

## Galería

Ejemplos de poblados lineales
Ejemplo esquemático de una aldea lineal en Polonia
Pueblo lineal con bifurcación